# Монти-Алегри-ди-Минас
Монти-Алегри-ди-Минас (порт. Monte Alegre de Minas) — муниципалитет в Бразилии, входит в штат Минас-Жерайс. Составная часть мезорегиона Триангулу-Минейру-и-Алту-Паранаиба. Находится в составе крупной городской агломерации. Входит в экономико-статистический микрорегион Уберландия. Население составляет 18 070 человек на 2006 год. Занимает площадь 2593,171 км². Плотность населения — 7,0 чел./км².
Праздник города — 16 сентября.

## История
Город основан 16 сентября 1870 года.

## Статистика
- Валовой внутренний продукт на 2003 год составляет 156 186 795,00 реалов (данные: Бразильский институт географии и статистики).
- Валовой внутренний продукт на душу населения на 2003 год составляет 8657,33 реалов (данные: Бразильский институт географии и статистики).
- Индекс развития человеческого потенциала на 2000 год составляет 0,759 (данные: Программа развития ООН).